# Kružni termodinamički proces
Kružni termodinamički proces ili kružni proces je niz promjena stanja nekog termodinamičkog sustava, koje se periodički ponavljaju, a pritom sustav uvijek iznova dolazi u početno stanje. U termodinamici se posebno navodi Carnotov kružni proces. To je reverzibilni proces u kojem radni sustav prolazi kroz dva izotermna i dva adijabatska procesa (izoprocesi) prije nego što ponovno dođe u početno termodinamičko stanje. Sustav najprije izotermnim rastezanjem prima toplinsku energiju od toplinskoga spremnika temperature T1, a zatim adijabatskim rastezanjem dođe do temperature T2 hladnijega toplinskog spremnika. U ta dva stupnja sustav obavlja rad nad okolinom. Treći je stupanj izotermna kompresija na temperaturi T2, pri čem sustav predaje toplinu hladnijemu spremniku. Do početnoga stanja na temperaturi T1 sustav dolazi adijabatskom kompresijom. U potonja dva stupnja okolina obavlja rad nad sustavom, ali je on po iznosu manji od onoga iz prva dva stupnja. Toplinski stroj koji radi po Carnotovu kružnom procesu ima stupanj djelovanja: 
{\displaystyle \eta ={\frac {T_{1}-T_{2}}{T_{1}}}}
koji ne ovisi o radnoj tvari, već ovisi samo o temperaturama. Nijedan stroj ne može imati veći stupanj djelovanja od toga ako radi između istih temperatura. To je Carnotov teorem, temelj drugoga zakona termodinamike. 
Parni strojevi rade na osnovi Rankineova kružnoga procesa. Njemački kemičar F. Haber i fizičar M. Born zamislili su poseban kružni proces, koji nije termodinamičke naravi (Haber-Bornov kružni proces).

## Kružni proces kod parnih strojeva
Toplinska energija vodene pare pretvara se u mehanički rad u parnim strojevima kod kojih je nosilac topline vodena para. Vodena para se razvija u parnom kotlu (generator pare) kojem se izgaranjem goriva dovodi toplina. Iz parnog kotla odlazi para u parni stroj gdje adijabatski ekspandira na viši tlak, pa se dio toplinske energije pretvara u mehanički rad. Odušna para, to jest para koja izlazi iz parnog stroja nakon izvršenog rada, odlazi u parni kondenzator, gdje vlada niža temperatura. U parnom kondenzatoru se pari ohlađivanjem odvodi toplina i para se pretvara u kondenzat, to jest u vodu. Ta neiskorištena količina topline je uvijek manja od količine topline koj se dovodi parnom kotlu. Kondenzat se iz parnog kondenzatora siše i tlači pomoću sisaljke natrag u parni kotao. Odnos između količine topline koja se pretvorila u mehanički rad i primljene količine topline naziva se termički ili toplinski stupanj iskoristivosti kružnog procesa. On je viši što je viša temperatura pare u parnom kotlu i što je niža temperatura vode u parnom kondenzatoru.